# 海邊修士
《海邊修士》也譯為《岸邊的僧侶》（英語：Monk by the Sea），是一幅由浪漫主義時期德國畫家卡斯帕·大衛·弗雷德里希於1808年至1810年期間所繪的風景畫。
《海邊修士》創作於1808至1810年，可以說是弗雷德里西最為人所知的一件作品之一。這件作品首先被展示於1810年的普魯士皇家學院的年度展覽，在畫家的要求下，《海邊修士》與同時創作的另外一件作品《橡樹林中的修道院》於展覽中的同一面牆上首次向世人露面。這兩幅畫也被視為弗雷德里西畫家生涯的重大突破，並且受到當時的普魯士王子，未來的普魯士皇帝腓特烈˙威廉四世的欣賞，於展覽後買下了這兩幅畫作。如今《海邊修士》收藏於柏林國家美術館。
《海邊修士》畫面簡潔，天空、海洋、陸地的水平橫向結構，加上垂直縱向的人像，凝聚了自然的沉默。「修士」或「僧侶」(英語:Monk；德語: Mönch)源自希臘文，原意為「孤單」，弗雷德里西似乎想要表達，孤獨是人類共同的情感，無人不是身處於未知世界的邊緣。

## 歷史

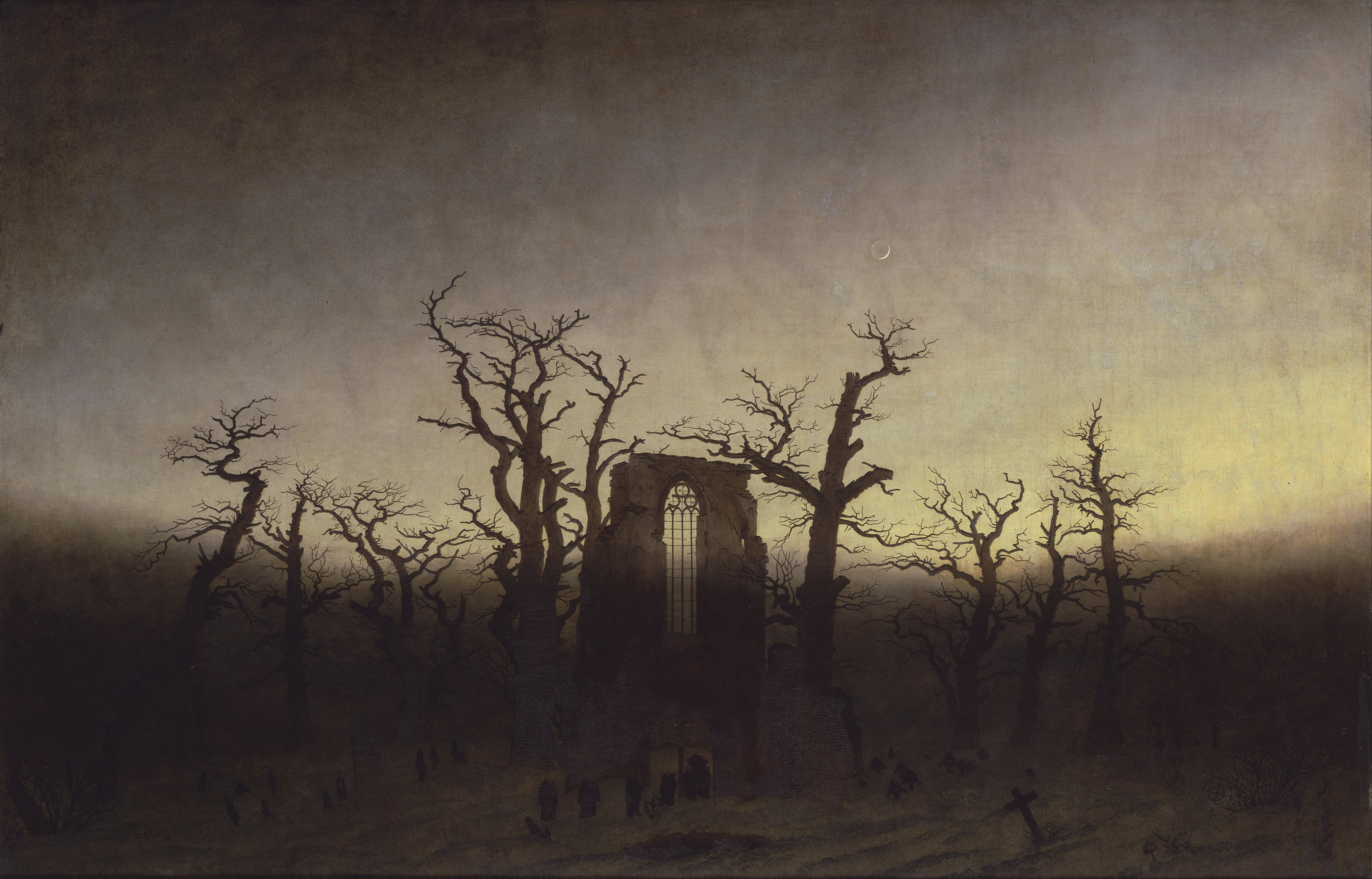
橡樹林中的修道院

1810年，弗雷德里西遞交了兩幅以風景為主題的油畫作品給普魯士皇家藝術學院的年度展覽，這兩幅畫作如今被視為弗雷德里西畫家生涯中具有突破性的創作，分別為《橡樹林中的修道院》及《海邊修士》。這兩件作品的創作時間十分微妙。當時是1810年，僅僅在四年前的1806年，普魯士在耶拿會戰面對拿破崙的戰爭中苦吞了令人恥辱的敗仗，當時普魯士的畫壇上充斥著強調愛國主義的繪畫，而身為薩克森首府德勒斯登居民的弗雷德里西並沒有在畫中表現當時瀰漫於畫壇的愛國主義情緒，卻因此獲得了日後擁有「帶著皇冠的浪漫主義者」之稱的普魯士王子，未來的普魯士皇帝腓特烈·威廉四世的賞識，說服了當時身為普魯士皇帝的父親腓特烈·威廉三世買下了這兩幅畫。王子或許是被畫中孤獨的氣氛所感動，能夠讓他有個擺脫現實世界中的政治與戰爭的精神上的避風港。弗雷德里西也因此在隔年獲得了普魯士皇家藝術學院的院士資格。

## 畫中內容
在《海邊修士》一畫中，畫面被沙丘、海洋與天空大致分割為三大塊，呈現了接近於水平的構圖，而且天空佔據了大約4/5的面積，而整幅畫只有站在沙丘上的人是垂直的元素，在構圖上被沙丘與海洋的分界線截成兩半。人物是如此之渺小表達了人相對於自然的無助感，在西方繪畫史上從來沒有畫家以這麼沒有相互連結的手法表達如此孤獨的感受，站在海邊無助孤獨的形象讓人有一種進入了「死亡領域(domain of death)」的感覺。畫作中除了人以外的生物僅僅只有數隻不易觀察到的海鷗，孤獨感在海鷗的襯托下更顯得強烈。原本畫中有兩艘船漂浮於波濤洶湧的大海，但最終沒有被留在畫作中。不同於弗雷德里西的某些作品以樹木作為畫作中的邊界，《海邊修士》簡潔的構圖，更能凸顯出畫作呈現出大海無邊無際的意象。
《海邊修士》這幅畫中的僧侶被視為是畫家自己的自畫像，其所呈現出的孤獨與無助感，在藝術史家Jens Christian Jensen看來展現了畫家可能受到童年時期家人相繼離去的悲慘經歷而產生的「心碎的」特質。

## 審美意義上的崇高
《海邊修士》展現了柏克在其《崇高與美的哲學探索》一文中所提出的「崇高」的特性。崇高在美學上是「美」的相對的概念。「美」有著與社會的連結，帶給人們直接的喜悅，被美學家認為有著微小、柔順、精細等較為陰柔的特徵；相對的，「崇高」則展現與外界隔離的孤獨感，呈現了「嚴峻的歡愉(severe delight)」，有著令人欽佩、甚至恐懼的充滿力量的較為陽剛的特質。這幅畫作被藝術史學家頻繁地用來作為美學意義上「崇高」的例子，畫中呈現渺小、脆弱的人們難以征服且看似無限廣闊的自然。

## 修復
《海邊修士》如今已經歷了兩個多世紀的時間而失去了原本的面貌。修復師Kristina Mösl於2012年開始了對《海邊修士》的修復工程。經過了三年的修復，畫作幾乎回到了1810年剛被完成的狀態，以往人們印象中充滿憂鬱氣息的弗雷德里西似乎有了些許的改變，原本灰暗的天空中出現了白雲，或許暗示了這可能是個晴天，天空上飛著比以往認識中多了四隻，總共二十隻的海鷗。

## 外部連結
- The Monk by the Sea at Alte Nationalgalerie （页面存档备份，存于）